# Gagyapáti
Gagyapáti es un pueblo ubicado en el distrito de Encs, en el condado de Borsod-Abaúj-Zemplén, Hungría.

## Superficie
Posee una superficie de 3,230 kilómetros cuadrados.

## Demografía
Hasta 2019 la población era de 22 habitantes, con una densidad de población de 6,811 habitantes por kilómetro cuadrado.